# Länsväg 333
De Zweedse weg 333 (Zweeds: Länsväg 333) is een provinciale weg in de provincie Västernorrlands län in Zweden en is circa 10 kilometer lang.

## Plaatsen langs de weg
- Bollstabruk
- Nyland
- Sandslån

## Knooppunten
- Riksväg 90 bij Bollstabruk (begin)
- Länsväg 334 bij Sandslån (einde)